# Grand Prix Austrálie 2000
Grand Prix Austrálie 2000 (LXV Qantas Australian Grand Prix) úvodní závod 51. ročníku mistrovství světa jezdců Formule 1 a 42. ročníku poháru konstruktérů, historicky již 647. grand prix, se již tradičně odehrála na okruhu v Albert Park ve městě Melbourne. Na trati dlouhé 5,303 km absolvovali jezdci 58 okruhů, což celkově představuje 307,574 km. V závodě debutovali tři jezdci Jenson Button na Williamsu, Nick Heidfeld ve voze Prost a Gastón Mazzacane s Minardi. Mazzacane a Button svůj premiérový závod nedokončili, Heidfeld skončil na 9 místě se ztrátou dvou kol.

## Průběh závodu

### Popis závodu
Po startu závodu zůstala v čele dvojice McLarenu, mezi obě Ferrari se vklínil Frentzen. Herbert po kontaktu s Dinizem a technických problémech zastavil už po jediném kole. Gené po kolizi s Heidfeldem vyhledal pomoc v boxech. Za McLareny jezdili M. Schumacher, Frentzen, Barichello, Trulli, Villeneuve, Salo a Irvine, který brzy podlehl oběma Arrowsům. V 7. kole poslala závada řízení do zdi de la Rosu, za ním jedoucí Irvine se mu dokázal vyhnout jen za cenu smyku a hodin, po kterých už se zelený jaguar nerozjel, a pro tým celá GP skončila. Stejný problém jako de la Rosu brzy potkal i jeho kolegu Verstappena a věci balil také Arrows. Na trať navíc po Španělově ošklivě vypadající nehodě vyjel Safety car a zůstal tam dvě kola. Vedl Häkkinen, následovali Coulthard, M. Schumacher, Frentzen, Barichello, Trulli, Villeneuve, Salo, Fisichella a R. Schumacher.
Do problémů se záhy dostalo vedoucí duo, identický problém s motorem potkal jak Coultharda, tak Häkkinena, a Schumacher na čele osaměl. Za jeho zády se Barichello až do své zastávky (33. kolo) marně snažil zdolat Frentzena. Němec si pak na chvilku vyzkoušel i vedení, než sám zajel k mechanikům. Nedlouho po tom ho vyřadil tradiční problém týmu Jordan v celé sezóně, převodovka. Kolegovi Trullimu se s narůstajícím náskokem dařilo držet čtvrté místo, ale ani jeho vůz po poruše výfuku (35. kolo) do cíle nedojel. Barichello v závěru díky rozdílné strategii bez boje předjel Schumachera, ale ztracené vedení mu pozdní druhou zastávkou po jediném kole zase vrátil. O druhé místo už se bát nemusel, ostatní byli výrazně pozadu. Z nich si největší úspěch připsal R. Schumacher, debutující s motorem BMW. Blízko dobrému výsledku byl jeho týmový kolega a nováček Button, kterému ale motor v 46. kolo selhal, když jel šestý. První body v historii získal tým BAR zásluhou čtvrtého Villeneuva a nakonec i šestého Zonty, který získal bod díky vyloučení Salova Sauberu (kvůli neregulérnímu přednímu křídlu). Mezi ně se vměstnal ještě Fisichella a celou početnou skupinku, kterou dělilo v cíli jen 2,5s, uzavřel druhý Benetton s Wurzem. Šachovnicovou vlajku viděl ještě Gené, který nabral největší ztrátu už na začátku, a po technických potížích devátý nováček Heidfeld.

## Výsledky

### Závod
- 12. březen 2000
- Okruh Melbourne (závodní okruh)
- 58 kol x 5,303 km = 307,574 km
- 647. Grand Prix
- 36. vítězství « Michaela Schumachera »
- 126. vítězství pro « Ferrari » (nový rekord)
- 42. vítězství pro  « Německo »
- 33. vítězství pro vůz se startovním číslem « 3 »
- 86. vítězství z  « 3. místa na startu »
- 47. double (dvouvítězství) pro  « Ferrari »

| Legenda k tabulce | Legenda k tabulce                                                                       |
| Barva             | Výsledek                                                                                |
| ----------------- | --------------------------------------------------------------------------------------- |
| Zlatá             | Vítěz                                                                                   |
| Stříbrná          | 2. místo                                                                                |
| Bronzová          | 3. místo                                                                                |
| Zelená            | Bodované umístění                                                                       |
| Modrá             | Nebodované umístění                                                                     |
| Modrá             | Dokončil neklasifikován (NC)                                                            |
| Fialová           | Odstoupil (Ret)                                                                         |
| Červená           | Nekvalifikoval se (DNQ)                                                                 |
| Červená           | Nepředkvalifikoval se (DNPQ)                                                            |
| Černá             | Diskvalifikován (DSQ)                                                                   |
| Bílá              | Nestartoval (DNS)                                                                       |
| Bílá              | Závod zrušen (C)                                                                        |
| Světle modrá      | Pouze trénoval (PO)                                                                     |
| Světle modrá      | Páteční testovací jezdec (TD)                                                           |
| Bez barvy         | Netrénoval (DNP)                                                                        |
| Bez barvy         | Vyřazen (EX)                                                                            |
| Bez barvy         | Nepřijel (DNA)                                                                          |
| Bez barvy         | Odvolal účast (WD)                                                                      |
| Bez barvy         | Nezúčastnil se (prázdné)                                                                |
| Označení          | Význam                                                                                  |
| Tučnost           | Pole position                                                                           |
| Kurzíva           | Nejrychlejší kolo                                                                       |
| †                 | Jezdec nedojel do cíle, ale byl klasifikován, protože odjel více než 90 % délky závodu. |
| ‡                 | Byl udělován poloviční počet bodů, protože bylo odjeto méně než 75 % délky závodu.      |
| Horní index       | Umístění bodujících jezdců ve sprintu                                                   |

| Pozice | č. | Jezdec                | Vůz             | Kolo | Čas         | +/- | Pole | Body | Nej. kolo       | 1. Pitstop    | 2. Pitstop  | 3. Pitstop  |
| ------ | -- | --------------------- | --------------- | ---- | ----------- | --- | ---- | ---- | --------------- | ------------- | ----------- | ----------- |
| 1      | 3. | Michael Schumacher    | Ferrari F1-2000 | 58   | 1:34'01.987 | 2   | 3    | 10   | 1'31.752        | 30. / 30.30   |             |             |
| 2      | 4  | Rubens Barrichello    | Ferrari F1-2000 | 58   | á 0:11:415  | 2   | 4    | 6    | 1'31.481        | 33. / 28.50   | 46. / 25.90 |             |
| 3      | 9  | Ralf Schumacher       | Williams FW22   | 58   | á 0:20:009  | 8   | 11   | 4    | 1'32.525 (5.)   | 38. / 32.00   |             |             |
| 4      | 22 | Jacques Villeneuve    | BAR 002         | 58   | á 0:44:447  | 4   | 8    | 3    | 1'33.185 (7.)   | 37. / 29.50   |             |             |
| 5      | 11 | Giancarlo Fisichella  | Benetton B200   | 58   | á 0:45:165  | 4   | 9    | 2    | 1'33.449 (12.)  | 36. / 28.40   |             |             |
| DSQ    | 17 | Mika Salo             | Sauber C19      | 58   | á 0:45:600  | 5   | 10   | x    | 1'33.471 (dsq.) | 30. / 28.90   |             |             |
| 6      | 23 | Ricardo Zonta         | BAR 002         | 58   | á 0:46:468  | 10  | 16   | 1    | 1'33.435 (11.)  | 35. / 28.20   |             |             |
| 7      | 12 | Alexander Wurz        | Benetton B200   | 58   | á 0:46:915  | 7   | 14   | x    | 1'33.459 (13.)  | 35. / 30.00   |             |             |
| 8      | 20 | Marc Gene             | Minardi M02     | 57   | á 1 kolo    | 10  | 18   | x    | 1'33.231 (9.)   | 1. / 2:35.20  | 30. / 30.20 |             |
| 9      | 15 | Nick Heidfeld         | Prost AP03      | 56   | á 2 kola    | 7   | 16   | x    | 1'34.111 (15.)  | 23. / 1:51.70 |             |             |
| Pozice | č. | Odstoupili            | Vůz             | Kolo | Důvod       | +/- | Pole | Body | Nej. kolo       | 1. Pitstop    | 2. Pitstop  | 3. Pitstop  |
| Ret    | 10 | Jenson Button         | Williams FW22   | 46   | Motor       | 6   | 21   | x    | 1'33.351 (10.)  | 37. / 29.20   |             |             |
| Ret    | 16 | Pedro Diniz           | Sauber C19      | 41   | Rozvodovka  | 11  | 19   | x    | 1'32.977 (6.)   | 19. / 30.20   | 40. / 35.70 | 41. / 27.50 |
| Ret    | 21 | Gastón Mazzacane      | Minardi M02     | 40   | Převodovka  | 11  | 22   | x    | 1'35.241 (18.)  | 9. / 30.30    | 36. / 32.70 | 40. / 36.00 |
| Ret    | 5  | Heinz-Harald Frentzen | Jordan EJ10     | 39   | Hydraulika  | 5   | 5    | x    | 1'32.110        | 36. / 41.40   |             |             |
| Ret    | 6  | Jarno Trulli          | Jordan EJ10     | 35   | Motor       | 3   | 6    | x    | 1'33.223 (8.)   |               |             |             |
| Ret    | 14 | Jean Alesi            | Prost AP03      | 27   | Hydraulika  | 13  | 17   | x    | 1'35.088 (17.)  | 21. / 28.50   |             |             |
| Ret    | 1  | Mika Häkkinen         | McLaren MP4/15  | 18   | Motor       | 1   | 1    | x    | 1'32.433 (4.)   |               |             |             |
| Ret    | 19 | Jos Verstappen        | Arrows A21      | 16   | Zastavení   | 18  | 13   | x    | 1'34.834 (16.)  | 7. / 4:23.60  |             |             |
| Ret    | 2  | David Coulthard       | McLaren MP4/15  | 11   | Motor       | 17  | 2    | x    | 1'33.653 (14.)  | 11. / 1:06.30 |             |             |
| Ret    | 18 | Pedro de la Rosa      | Arrows A21      | 6    | Zastavení   | 10  | 12   | x    | 1'35.663 (19.)  |               |             |             |
| Ret    | 7  | Eddie Irvine          | Jaguar R1       | 6    | Vyjetí      | 11  | 7    | x    | 1'35.789 (20.)  |               |             |             |
| Ret    | 8  | Johnny Herbert        | Jaguar R1       | 1    | Spojka      | 21  | 20   | x    | 2'12.970 (21.)  |               |             |             |

- Mika Salo diskvalifikován za nepovolené rozměry předního přítlačného křídla.[1]

### Stupně vítězů
| Jezdci (rekord Alain Prost 106) - 72. podium pro « Michaela Schumachera » - 7. podium pro « Rubense Barrichella » - 7. podium pro « Ralfa Schumachera » | Vozy - 438. podium pro « Ferrari » (nový rekord) - 249. podium pro « Williams » | Státy (rekord Velká Británie 447) - 190. podium pro « Brazílii » - 114. podium pro « Německo » |

### Bodové umístění
V závorce body získane v této GP:
| Jezdci (rekord Alain Prost 798,5 bodů) - 580 (10) bodů pro « Michaela Schumachera » - 183 (3) bodů pro « Jacquese Villeneueva » - 83 (6) bodů pro « Rubense Barrichella » - 66 (4) bodů pro « Ralfa Schumachera » - 51 (2) bodů pro « Giancarla Fisichellu » - 1 (1) bod pro Ricardo Zonta » | Vozy - 2372,5 (16) bodů pro « Ferrari » (nový rekord) - 1993,5 (4) bodů pro « Williams » - 823,5 (2) bodů pro « Benetton » - 4 (4) body pro BAR » | Státy (rekord Velká Británie 3757,28 bodů) - 1574,5 (7) bodů pro « Brazílie » - 1186,64 (14) bodů pro « Německo » - 1537,3 (2) bodů pro « Itálie » - 290 (3) bodů pro « Kanada » |

### Nejrychlejší kolo
- Rubens Barrichello 1:31,481 - 208.647 km/h Ferrari
- 1. nejrychlejší kolo pro  Rubense Barrichella »
- 140. nejrychlejší kolo pro « Ferrari »
- 56. nejrychlejší kolo pro « Brazílii »
- 33. nejrychlejší kolo pro vůz se startovním číslem « 4 »

### Vedení v závodě
- « Michael Schumacher » byl ve vedení 2065 kol
- « Mika Häkkinen » byl ve vedení 1044 kol
- « Heinz Harald Frentzen » byl ve vedení 146 kol
- « Rubens Barrichello » byl ve vedení 72 kol
- « Ferrari »  byl ve vedení 8131 kol
- « McLaren »  byl ve vedení 7070 kol
- « Jordan »  byl ve vedení 108 kol

| Kola       | km        | Jezdec                | %     |
| ---------- | --------- | --------------------- | ----- |
| 1-18 kolo  | 95,454 km | Mika Häkkinen         | 31%   |
| 19-29 kolo | 58,333 km | Michael Schumacher    | 18,9% |
| 30-35 kolo | 31,818 km | Heinz Harald Frentzen | 10,3% |
| 36-44 kolo | 47,727 km | Michael Schumacher    | 15,5% |
| 45 kolo    | 5,303 km  | Rubens Barrichello    | 1,7%  |
| 46-58 kolo | 68,939 km | Michael Schumacher    | 22,6% |

SC-Safety car na trati:
- 8-10 kolo havárie de la Rosi

| Häkki | SC | Häkki | Schum | H.H.Fren | Schum |  | Schum |
| ----- | -- | ----- | ----- | -------- | ----- |  | ----- |

### Postavení na startu
Mika Häkkinen- McLaren- 1'30.556
- 22. Pole position  « Miki Häkkinena »
- 104. Pole position pro « McLaren »
- 27. Pole position pro « Finsko »
- 86. Pole position pro vůz se «  startovním číslem 1 »
- 29× první řadu získal « Mika Häkkinen »
- 24× první řadu získal « David Coulthard »
- 167× první řadu získal « McLaren »
- 409× první řadu získala « Velká Británie » (nový rekord)
- 39× první řadu získala « Finsko »
- 48. double (oba jezdci v první řadě) pro « McLaren »

| *                                                      | *                                                   |
| _______1_______ Mika Häkkinen McLaren 1'30.556         |                                                     |
|                                                        | _______2_______ David Coulthard McLaren 1'30.910    |
| _______3_______ Michael Schumacher Ferrari 1'31.075    |                                                     |
|                                                        | _______4_______ Rubens Barrichello Ferrari 1'31.102 |
| _______5_______ Heinz-Harald Frentzen Jordan 1'31.359  |                                                     |
|                                                        | _______6_______ Jarno Trulli Jordan 1'31.504        |
| _______7_______ Eddie Irvine Jaguar 1'31.514           |                                                     |
|                                                        | _______8_______ Jacques Villeneuve BAR 1'31.968     |
| _______9_______ Giancarlo Fisichella Benetton 1'31.992 |                                                     |
|                                                        | _______10_______ Mika Salo Sauber 1'32.018          |
| _______11_______ Ralf Schumacher Williams 1'32.220     |                                                     |
|                                                        | _______12_______ Pedro de la Rosa Arrows 1'32.323   |
| _______13_______ Jos Verstappen Arrows 1'32.477        |                                                     |
|                                                        | _______14_______ Alexander Wurz Benetton 1'32.775   |
| _______15_______ Nick Heidfeld Prost 1'33.024          |                                                     |
|                                                        | _______16_______ Ricardo Zonta BAR 1'33.117         |
| _______17_______ Jean Alesi Prost 1'33.197             |                                                     |
|                                                        | _______18_______ Marc Gené Minardi 1'33.261         |
| _______19_______ Pedro Diniz Sauber 1'33.378           |                                                     |
|                                                        | _______20_______ Johnny Herbert Jaguar 1'33.638     |
| _______21_______ Jenson Button Williams 1'33.828       |                                                     |
|                                                        | _______22_______ Gaston Mazzacane Minardi 1'34.705  |
| ------------------------------------------------------ | --------------------------------------------------- |

| *  | Kvalifikace                                    | *  | 2 sekce                                        | *  | 1 sekce                                        | *  | Warm Up                                        |
| -- | ---------------------------------------------- | -- | ---------------------------------------------- | -- | ---------------------------------------------- | -- | ---------------------------------------------- |
| 1  | Häkkinen McLaren 1'30.556                      | 1  | M.Schumacher Ferrari 1'30.390                  | 1  | M.Schumacher Ferrari 1'32.130                  | 1  | Barrichello Ferrari 1'31.225                   |
| 2  | Coulthard McLaren 1'30.910 0.354 / 100.4%      | 2  | Coulthard McLaren 1'30.958 0.568 / 100.6%      | 2  | Coulthard McLaren 1'32.144 0.014 / 100.0%      | 2  | Button Williams 1'32.798 1.573 / 101.7%        |
| 3  | M.Schumacher Ferrari 1'31.075 0.519 / 100.6%   | 3  | Frentzen Jordan 1'31.020 0.630 / 100.7%        | 3  | Barrichello Ferrari 1'32.482 0.352 / 100.4%    | 3  | Häkkinen McLaren 1'32.918 1.693 / 101.9%       |
| 4  | Barrichello Ferrari 1'31.102 0.546 / 100.6%    | 4  | Barrichello Ferrari 1'31.366 0.976 / 101.1%    | 4  | Häkkinen McLaren 1'32.702 0.572 / 100.6%       | 4  | Coulthard McLaren 1'33.034 1.809 / 102.0%      |
| 5  | Frentzen Jordan 1'31.359 0.803 / 100.9%        | 5  | R. Schumacher Williams 1'31.602 1.212 / 101.3% | 5  | Verstappen Arrows 1'33.189 1.964 / 102.2%      | 5  | Villeneuve BAR 1'33.525 1.395 / 101.5%         |
| 6  | Trulli Jordan 1'31.504 0.948 / 101.0%          | 6  | Trulli Jordan 1'31.692 1.302 / 101.4%          | 6  | Diniz Sauber 1'33.597 1.467 / 101.6%           | 6  | Fisichella Benetton 1'33.263 2.038 / 102.2%    |
| 7  | Irvine Jaguar 1'31.514 0.958 / 101.1%          | 7  | de la Rosa Arrows 1'31.898 1.508 / 101.7%      | 7  | Frentzen Jordan 1'33.698 1.568 / 101.7%        | 7  | Alesi Prost 1'33.491 2.266 /102.5%             |
| 8  | Villeneuve BAR 1'31.968 1.412 / 101.6%         | 8  | Verstappen Arrows 1'32.073 1.683 / 101.9%      | 8  | Wurz Benetton 1'33.718 1.588 / 101.7%          | 8  | M. Schumacher Ferrari 1'33.557 2.332 / 102.6%  |
| 9  | Fisichella Benetton 1'31.992 1.436 / 101.6%    | 9  | Villeneuve BAR 1'32.113 1.723 / 101.9%         | 9  | Zonta BAR 1'33.847 1.717 / 101.9%              | 9  | de la Rosa Arrows 1'33.928 2.703 / 103.0%      |
| 10 | Salo Sauber 1'32.018 1.462 / 101.6%            | 10 | Herbert Jaguar 1'32.131 1.741 / 101.9%         | 10 | Irvine Jaguar 1'33.899 1.769 / 101.9%          | 10 | Salo Sauber 1'33.967 2.742 / 103.0%            |
| 11 | R. Schumacher Williams 1'32.220 1.664 / 101.8% | 11 | Salo Sauber 1'32.260 1.870 / 102.1%            | 11 | Salo Sauber 1'33.940 1.810 / 102.0%            | 11 | Trulli Jordan 1'33.981 2.756 / 103.0%          |
| 12 | de la Rosa Arrows 1'32.323 1.767 / 102.0%      | 12 | Irvine Jaguar 1'32.345 1.955 / 102.2%          | 12 | Mazzacane Minardi 1'33.988 1.858 / 102.0%      | 12 | R. Schumacher Williams 1'34.031 2.806 / 103.1% |
| 13 | Verstappen Arrows 1'32.477 1.921 / 102.1%      | 13 | Fisichella Benetton 1'32.382 1.992 / 102.2%    | 13 | Fisichella Benetton 1'34.049 1.919 / 102.1%    | 13 | Zonta BAR 1'34.200 2.975 / 103.3%              |
| 14 | Wurz Benetton 1'32.775 2.219 / 102.5%          | 14 | Gené Minardi 1'32.441 2.051 / 102.3%           | 14 | de la Rosa Arrows 1'34.060 1.930 / 102.1%      | 14 | Villeneuve BAR 1'34.200 2.975 / 103.3%         |
| 15 | Heidfeld Prost 1'33.024 2.468 / 102.7%         | 15 | Wurz Benetton 1'32.654 2.264 / 102.5%          | 15 | Trulli Jordan 1'34.151 2.021 / 102.2%          | 15 | Wurz Benetton 1'34.214 2.989 / 103.3%          |
| 16 | Zonta BAR 1'33.117 2.561 / 102.8%              | 16 | Diniz Sauber 1'32.921 2.531 / 102.8%           | 16 | R. Schumacher Williams 1'34.158 2.028 / 102.2% | 16 | Diniz Sauber 1'34.345 3.120 / 103.4%           |
| 17 | Alesi Prost 1'33.197 2.641 / 102.9%            | 17 | Mazzacane Minardi 1'33.039 2.649 / 102.9%      | 17 | Herbert Jaguar 1'34.414 2.284 / 102.5%         | 17 | Gené Minardi 1'34.378 3.153 / 103.5%           |
| 18 | Gené Minardi 1'33.261 2.705 / 103.0%           | 18 | Häkkinen McLaren 1'33.074 2.684 / 103.0%       | 18 | Button Williams 1'34.547 2.417 / 102.6%        | 18 | Irvine Jaguar 1'34.541 3.316 / 103.6%          |
| 19 | Diniz Sauber 1'33.378 2.822 /103.1%            | 19 | Alesi Prost 1'33.287 2.897 / 103.2%            | 19 | Gené Minardi 1'34.696 2.566 / 102.8%           | 19 | Frentzen Jordan 1'35.092 3.867 / 104.2%        |
| 20 | Herbert Jaguar 1'33.638 3.082 / 103.4%         | 20 | Zonta BAR 1'33.675 3.285 / 103.6%              | 20 | Verstappen Arrows 1'34.708 2.578 / 102.8%      | 20 | Mazzacane Minardi 1'35.840 4.615 / 105.1%      |
| 21 | Button Williams 1'33.828 3.272 / 103.6%        | 21 | Button Williams 1'33.791 3.401 / 103.8%        | 21 | Alesi Prost 1'35.613 3.483 / 103.8%            | 21 | Heidfeld Prost 1'37.022 5.797 / 106.4%         |
| 22 | Mazzacane Minardi 1'34.705 4.149 / 104.6%      | 22 | Heidfeld Prost 1'33.826 3.436 / 103.8%         | 22 | Heidfeld Prost 1'35.997 3.867 / 104.2%         | 22 | Herbert Jaguar 1'48.934 17.709 / 119.4%        |

- Kvalifikační limit 107 % času vítěze kvalifikace = 1'36"895

## Zajímavosti
- 47 double pro Ferrari
- Premiérový bod pro BAR a Zontu
- Novým týmem je Jaguar (ex Stewart)
- Motor BMW se vrací ve voze Williams (naposledy v roce 1987 - Brabham)
- Motor Honda se vraci ve voze BAR (naposled v roce 1992 - McLaren)
- V závodě debutovali : Gaston Mazzacane, Jenson Button a Nick Heidfeld
- Nové vozy: Arrows A21, BAR 002, Benetton B200, Ferrari F1-2000, Jaguar R1, Jordan EJ10, McLaren MP4/15, Minardi M02, Prost AP03, Sauber C19, Williams FW22
- Motor Petronas absolvoval 100 GP.
- Tým Prost absolvoval 100 GP.
- Ralf Schumacher absolvoval 50 GP
- Rubens Barrichello zajel své první nejrychlejší kolo.

| Pole position  | Vítězství          | Nej. kolo          | Hat trick | Vedení             | Vedení         | Vedení                | Vedení             | Chelem |
| Finsko         | Německo            | Brazílie           |           | Německo            | Finsko         | Německo               | Brazílie           |        |
| Mika Häkkinen  | Michael Schumacher | Rubens Barrichello |           | Michael Schumacher | Mika Häkkinen  | Heinz-Harald Frentzen | Rubens Barrichello |        |
| McLaren MP4/15 | Ferrari F1-2000    | Ferrari F1-2000    |           | Ferrari F1-2000    | McLaren MP4/15 | Jordan EJ10           | Ferrari F1-2000    |        |
| 1'30.556       | 1:34'01.987        | 1'31.481           |           | 33 kol             | 18 kol         | 6 kol                 | 1 kolo             |        |
| 210.818 km/h   | 196.255 km/h       | 208.686 km/h       |           | 174,999 km         | 95,454 km      | 31,818 km             | 5,303 km           |        |
| -------------- | ------------------ | ------------------ | --------- | ------------------ | -------------- | --------------------- | ------------------ | ------ |

## Stav MS
- GP - body získané v této Grand Prix

| * | Jezdec               | Body | GP | * | Vůz      | Body | GP | * | Stát     | Body | GP |
| - | -------------------- | ---- | -- | - | -------- | ---- | -- | - | -------- | ---- | -- |
| 1 | Michael Schumacher   | 10   | 10 | 1 | Ferrari  | 16   | 16 | 1 | Německo  | 14   | 14 |
| 2 | Rubens Barrichello   | 6    | 6  | 2 | Williams | 4    | 4  | 2 | Brazílie | 7    | 7  |
| 3 | Ralf Schumacher      | 4    | 4  | 3 | BAR      | 4    | 4  | 3 | Kanada   | 3    | 3  |
| 4 | Jacques Villeneuve   | 3    | 3  | 4 | Benetton | 2    | 2  | 4 | Itálie   | 2    | 2  |
| 5 | Giancarlo Fisichella | 2    | 2  |   |          |      |    |   |          |      |    |
| 6 | Ricardo Zonta        | 1    | 1  |   |          |      |    |   |          |      |    |